# واندرسون کامپوس
واندرسون کامپوس (انگلیسی: Wanderson؛ زادهٔ ۷ اکتبر ۱۹۹۴) بازیکن فوتبال بلژیکی برزیلی است که در اینترناسیونال در پست وینگر چپ بازی می‌کند.